# Pica-pau-bufador
O pica-pau-bufador (nome científico: Piculus flavigula) é uma espécie de ave da família dos pica-paus. Pode ser encontrada no norte e no centro da América do Sul, mais especificamente no Brasil e em toda a Bacia Amazônica; também na Bolívia, Colômbia, Equador, Guiana, Guiana Francesa, Peru, Suriname e Venezuela.

## Taxonomia
O pica-pau-de-garganta-amarela foi descrito pela primeira vez na obra Histoire Naturelle des Oiseaux (1780), do polímata francês Georges-Louis Leclerc, o conde de Buffon. Este o descreveu a partir de um espécime coletado em Caiena, na Guiana Francesa. O pássaro também foi ilustrado em uma placa colorida à mão gravada por François-Nicolas Martinet em Planches Enluminées D'Histoire Naturelle, uma outra obra que foi produzida sob a supervisão de Edme-Louis Daubenton para acompanhar o texto de Buffon. Contudo, nenhuma das obras incluíram um nome científico para a espécie. Em 1783, o naturalista neerlandês Pieter Boddaert cunhou a nomenclatura binomial Picus flavigula em seu catálogo denominado Planches Enluminées. O pica-pau-de-garganta-amarela é classificado atualmente no gênero Piculus, que foi introduzido pelo naturalista alemão Johann Baptist von Spix em 1824. O nome genérico é um diminutivo da palavra latina Picus que significa "pica-pau". O epíteto específico flavigula combina o latim flavus, que significa "amarelo" e gula que significa "garganta."
Três subespécies são reconhecidas:
- P. f. flavigula (Boddaert , 1783) - leste da Colômbia e sul da Venezuela através das Guianas, além do norte do Brasil.
- P. f. magnus (Cherrie & Reichenberger, 1921) - nordeste do Equador e sudeste da Colômbia ao norte da Bolívia, oeste do Brasil.
- P. f. erythropis (Vieillot, 1818) - leste e sudeste do Brasil.